# Drosophila penispina
Drosophila penispina är en tvåvingeart som beskrevs av J.P. Gupta och B.K. Singh 1979. Arten beskrevs i samma vetenskapliga artikel som Drosophila novaspinofera.

## Taxonomi och släktskap
Arten tillhör undersläktet Drosophila.

## Utbredning
Artens utbredningsområde är Indien.